# Prise directe
Prise directe is een uit het Frans overgenomen begrip met betrekking tot een versnellingsbak. Als de ingaande as (die van de motor komt) en de uitgaande as (die de wielen aandrijft) het zelfde toerental hebben, is er sprake van een prise directe. Meestal is dit het geval als van een vijfversnellingsbak de vierde versnelling staat ingeschakeld, maar het kan ook de hoogste versnelling zijn, zoals bij een oldtimer als de Volvo Amazon. Bij klassieke automobielen, zoals de Bugatti Royale Coupé Napoléon Type 41, is de tweede versnelling van een drieversnellingsbak de prise directe.
In het Nederlands wordt dit begrip ook vaak aangeduid met 'prise-direct' of 'directe overbrenging'.